# Estètica camp
L'estètica camp basa el seu atractiu en un valor irònic o un cert mal gust. Segons Josep-Anton Fernàndez, en l'àmbit de les representacions, l'estètica camp pot tenir efectes desnaturalitzador respecte dels referents de la cultura dominant, que considera necessària per a la "subversió simbòlica". Invertint el procés d'apropiació (de la cultura dominant), el camp fa una crítica a la ideologia dominant mitjançant la paròdia. Més enllà d'una estètica, el camp ha esdevingut una eina estratègica política i crítica per a organitzacions com el moviment Queer. No és tan sols un estil o una sensibililtat sinó un veritable constituent per a la construcció d'identitats com la identitat queer.
Quan va aparèixer el terme, el 1909, s'utilitzava per referir-se a conductes ostentoses, exagerades, afectades, teatrals o efeminades. Cap a mitjan dècada de 1970, el terme es definia com banalitat, artifici, mediocritat o ostentació tan extrema com per provocar un atractiu sofisticat.
L'escriptora nord-americana Susan Sontag, al seu assaig de 1964 titulat Notes on camp, emfasitza l'artifici, la frivolitat, grans pretensions i l'impacte com a elements clau.

## Etimologia
La paraula Camp ve de l'argot francès se camper que significa «posar d'una forma exagerada».
Segons el teòric Samuel R. Delany, el terme a camp es va desenvolupar a partir de les pràctiques de disfressa i de prostitució de persones que acudien als camps militars per oferir serveis sexuals als soldats. Més tard, descrivia l'estètica i conducta de l'home homosexual de classe obrera. S'adjetivitza i expandeix el seu ús amb l'assaig de Susan Sontag.

## Estètica camp catalana
Segons Josep-Anton Fernández, són mostres destacades de l'estètica camp catalana, "Núria Feliu (la tieta de Catalunya), Mari Pau Huguet, Terenci Moix, La Cubana, Bocaccio i la Gauche Divine, Guillermina Motta, Montserrat Caballé, Mary Santpere, la Bodega Bohemia (Donde nace el arte), Joan Capri, Joan Monleon i Els Pavesos, El Molino, les falles de València, Marta Ferrussola (la versió nostrada de Nancy Reagan o Imelda Marcos), Xesc Forteza, i les postals hologràfiques de la Moreneta que venen a les botigues de la catedral de Barcelona, on cada juny té lloc la deliciosa cerimònia de l'Oucomballa", tot i que l'exemplifica especialment amb la pel·lícula de Ventura Pons, Ocaña, retrat intermitent: "Ventura Pons desplega una modalitat de camp que és crítica i productiva alhora i que té en compte la posició subordinada dels homosexuals i la invisibilització de la cultura catalana. Tot centrant-se en les contradiccinos de la religitmació de la cultura popular andalusa al sins inicis de la Restauració de la monarquia constitucional i col·locant-les en un context català, Pons fa visible la invisibilitat de la cultura catalana"

## Pel·lícules
L'estètica Camp pot ser representada per l'obra per John Waters amb Hairspray i Polyester. També Andy Warhol va realitzar pel·lícules experimentals que poden considerar-se impregnades d'esperit camp. Les celebritats associades amb l'estil camp són Drag queen i performers com Dame Edna, Divine, RuPaul, Boy George o Liberace.
Com a part d'una defensa antiacadèmica de la cultura popular de la dècada de 1960, l'estil camp va aconseguir popularitat als anys 80 amb els punts de vista de la postmodernitat a l'art i la cultura.

## Drags
En el cas de Drag Kings o dones disfressades en homes, l'estil camp inclou una forma exagerada de la sexualitat masculina. Com a part del vestuari drag queen, el rang va des d'un petit maquillatge i algun adorn com ara barrets o guants fins, un maquillatge total.